# Rita Kühne
Rita Kühne (n. 5 ianuarie 1947, Dresda, Zona de ocupație sovietică) este o atletă ce a reprezentat Republica Democrată Germană, medaliată olimpică. A participat la o ediție a Jocurilor Olimpice (1972) în care a câștigat medalia de aur în proba de 4x400 m.

## Palmares
| An   | Competiție                | Locație                   | Loc | Eveniment | Note    |
| ---- | ------------------------- | ------------------------- | --- | --------- | ------- |
| 1967 | Jocurile Europene în sală | Praha, Cehoslovacia       | 10  | 400 m     | 57,6    |
| 1968 | Jocurile Europene în sală | Madrid, Spania            | 6   | 400 m     | 57,3    |
| 1971 | Campionatul European      | Helsinki, Finlanda        | 8   | 400 m     | 53,91   |
| 1971 | Campionatul European      | Helsinki, Finlanda        | 1   | 4x400 m   | 3:29,28 |
| 1972 | Jocurile Olimpice         | München, Germania de Vest | 1   | 4x400 m   | 3:22,95 |